# Kubrakove, Burîn
Kubrakove (în ucraineană Кубракове) este un sat în comuna Jukivka din raionul Burîn, regiunea Sumî, Ucraina.

## Demografie
Componența lingvistică a localității Kubrakove
     Ucraineană (100%)
Conform recensământului din 2001, toată populația localității Kubrakove era vorbitoare de ucraineană (100%).